# Saussy
Saussy est une commune française située dans le département de la Côte-d'Or en région Bourgogne-Franche-Comté.

## Géographie
Saussy se trouve dans le centre du département de la Côte-d'Or, à 18 km au nord de Dijon.
A l'Est, on retrouve la commune d'Épagny (Côte-d'Or), au sud, Messigny-et-Vantoux. il y a aussi à l'Ouest Curtil-Saint-Seine et Val-Suzon. Et enfin, au Nord il y a la commune de Vernot (Côte-d'Or).

### Climat
Pour des articles plus généraux, voir Climat de la Bourgogne-Franche-Comté et Climat de la Côte-d'Or.
En 2010, le climat de la commune est de type climat océanique altéré, selon une étude du Centre national de la recherche scientifique s'appuyant sur une série de données couvrant la période 1971-2000. En 2020, Météo-France publie une typologie des climats de la France métropolitaine dans laquelle la commune est toujours exposée à un climat océanique altéré et est dans la région climatique  Bourgogne, vallée de la Saône, caractérisée par un bon ensoleillement (1 900 h/an), un été chaud (18,5 °C), un air sec au printemps et en été et des vents faibles. 
Pour la période 1971-2000, la température annuelle moyenne est de 9,2 °C, avec une amplitude thermique annuelle de 16,8 °C. Le cumul annuel moyen de précipitations est de 929 mm, avec 12,5 jours de précipitations en janvier et 8,4 jours en juillet. Pour la période 1991-2020, la température moyenne annuelle observée sur la station météorologique de Météo-France la plus proche, « Saint-Martin-du-M », sur la commune de Saint-Martin-du-Mont à 14 km à vol d'oiseau, est de 9,9 °C et le cumul annuel moyen de précipitations est de 938,1 mm,. Pour l'avenir, les paramètres climatiques de la commune estimés pour 2050 selon différents scénarios d'émission de gaz à effet de serre sont consultables sur un site dédié publié par Météo-France en novembre 2022.

## Urbanisme

### Typologie
Au 1er janvier 2024, Saussy est catégorisée commune rurale à habitat dispersé, selon la nouvelle grille communale de densité à 7 niveaux définie par l'Insee en 2022.
Elle est située hors unité urbaine. Par ailleurs la commune fait partie de l'aire d'attraction de Dijon, dont elle est une commune de la couronne,. Cette aire, qui regroupe 333 communes, est catégorisée dans les aires de 200 000 à moins de 700 000 habitants,.

### Occupation des sols
L'occupation des sols de la commune, telle qu'elle ressort de la base de données européenne d’occupation biophysique des sols Corine Land Cover (CLC), est marquée par l'importance des forêts et milieux semi-naturels (68,3 % en 2018), une proportion identique à celle de 1990 (68,3 %). La répartition détaillée en 2018 est la suivante :
forêts (56,8 %), terres arables (31,7 %), milieux à végétation arbustive et/ou herbacée (11,5 %). L'évolution de l’occupation des sols de la commune et de ses infrastructures peut être observée sur les différentes représentations cartographiques du territoire : la carte de Cassini (XVIIIe siècle), la carte d'état-major (1820-1866) et les cartes ou photos aériennes de l'IGN pour la période actuelle (1950 à aujourd'hui).

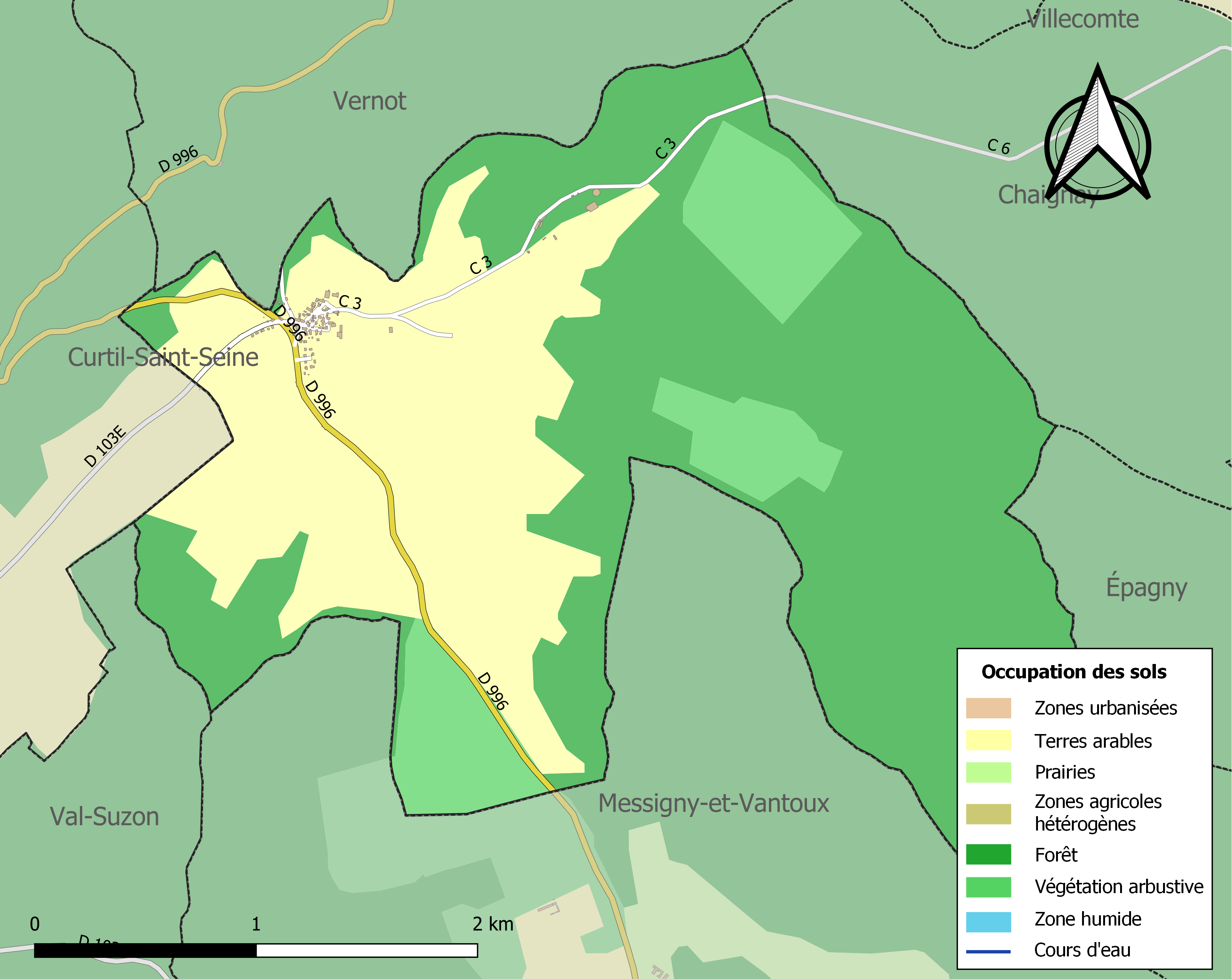
Carte des infrastructures et de l'occupation des sols de la commune en 2018 (CLC).

## Toponymie
Le village semble s’être appelé à l’origine Villa de Saucitiis, c'est-à-dire "Propriété de la famille Saucitus", une famille gallo-romaine. On trouvera ensuite les noms de Sacium, Sarcium, Salciacus (1124), Sauciacus (1177), Saucis (1375), Saulci (1644), Saucy (1788).

## Histoire
La première mention écrite du village, sous le nom de Salciacum in Silva (Saussy dans la forêt) date de 1124, dans la chronique de l'Abbaye St Bénigne.
En 1220, Girard de Saulx confirme le partage de la dîme entre l'Abbaye de Saulx-le-Duc (Évêché de Langres) et l’Abbaye de Saint-Bénigne (Évêché de Dijon).
En 1375 Le village compte 18 feux serfs (= ensemble de personnes vivant sous le même toit) soit environ 100 habitants et l’auteur précise « dont 7 misérables ».
En 1431, le village compte 5 feux abonnés (= payant la dîme régulièrement), 1 feu misérable et 2 pauvres et mendiants.
En 1644-1645, l’intendant Bouchu, chargé par le roi de faire une visite d’inspection dans les provinces nous dit : « Saulcy est un secours de la paroisse de Vernot et a pour patronne Ste Marie Madeleine. C’est un village composé de 20 maisons où il y en a douze d’habitées, dont 3 femmes veuves, et huit en désert ». » En 1731 La commune est rattachée au diocèse de Dijon.
En 1833, Saussy compte 22 feux et 41 vaches. Chaque famille avait 1 ou 2 vaches qu’elle faisait saillir par « le taureau communal », moyennant 2,40 francs par bête. Ce dernier était choisi par le conseil municipal par adjudication pour 3 ans. Dans le contrat d’adjudication, on lit : « L’adjudicataire sera tenu de fournir un taureau convenable et de bonne race, il devra être âgé de deux ans au moins (…) Aussitôt que le taureau sera jugé impropre au service, l’adjudicataire sera tenu de le remplacer sur simple avis du maire » La principale culture est alors le seigle.
En 1854, l’église menace ruine et le culte est célébré dans la salle d’école, au grand dam de l’instituteur. A l’appui de sa demande d’autorisation au préfet de la reconstruire, le maire écrit : « l’état d’insalubrité et de ruine de l’église ne permet pas depuis plus d’un an d’y célébrer les offices le dimanche et les fêtes ne sont presque plus observées ; à peine quelques particuliers interrompent-ils leurs travaux sur le soir. Cet état est pour déplaire surtout pour les enfants qui grandissent ainsi, s’habituant peu à peu à l’inobservation du dimanche et à le regarder comme un jour de travail ». » La nouvelle église sera achevée en 1859, une cloche de 300 kilos y sera installée en 1864.
En 1870-1871 les armées allemandes exigent les réquisitions suivantes :
- 130 double-décilitres de seigle, orge et avoine
- 6 vaches
- 14 quintaux de foin
- 10 stères de bois de chauffage

En 1874, la seule source du village (qui débite en moyenne 1/3 de litre à la minute) alimente un abreuvoir et un lavoir. La commune décide la construction d’un réservoir de 300 m3 qui permettra de constituer une réserve en cas de besoin ponctuel ou de sécheresse. A la fin des années 1870, la Tour de Saussy, un château d'eau, est construit sur les plans de Paul Bredin. Il s'agit du seul château d’eau de France dont la pompe était actionnée par une éolienne.

## Politique et administration
| Période                                  | Période   | Identité           | Étiquette | Qualité |
| ---------------------------------------- | --------- | ------------------ | --------- | ------- |
| mars 2001                                | mars 2008 | Jacques Baptiste   |           |         |
| mars 2008                                | en cours  | Liliane Condaminet |           |         |
| Les données manquantes sont à compléter. |           |                    |           |         |

## Démographie
L'évolution du nombre d'habitants est connue à travers les recensements de la population effectués dans la commune depuis 1793. Pour les communes de moins de 10 000 habitants, une enquête de recensement portant sur toute la population est réalisée tous les cinq ans, les populations de référence des années intermédiaires étant quant à elles estimées par interpolation ou extrapolation. Pour la commune, le premier recensement exhaustif entrant dans le cadre du nouveau dispositif a été réalisé en 2005.

En 2022, la commune comptait 100 habitants, en évolution de −1,96 % par rapport à 2016 (Côte-d'Or : +0,82 %, France hors Mayotte : +2,11 %).
| 1793 | 1800 | 1806 | 1821 | 1831 | 1836 | 1841 | 1846 | 1851 |
| ---- | ---- | ---- | ---- | ---- | ---- | ---- | ---- | ---- |
| 100  | 71   | 96   | 109  | 104  | 112  | 106  | 106  | 111  |

| 1856 | 1861 | 1866 | 1872 | 1876 | 1881 | 1886 | 1891 | 1896 |
| ---- | ---- | ---- | ---- | ---- | ---- | ---- | ---- | ---- |
| 121  | 115  | 89   | 81   | 98   | 95   | 97   | 90   | 70   |

| 1901 | 1906 | 1911 | 1921 | 1926 | 1931 | 1936 | 1946 | 1954 |
| ---- | ---- | ---- | ---- | ---- | ---- | ---- | ---- | ---- |
| 81   | 81   | 86   | 51   | 56   | 60   | 67   | 85   | 62   |

| 1962 | 1968 | 1975 | 1982 | 1990 | 1999 | 2005 | 2006 | 2010 |
| ---- | ---- | ---- | ---- | ---- | ---- | ---- | ---- | ---- |
| 66   | 62   | 56   | 107  | 116  | 104  | 103  | 103  | 97   |

| 2015 | 2020 | 2022 | - | - | - | - | - | - |
| ---- | ---- | ---- | - | - | - | - | - | - |
| 101  | 101  | 100  | - | - | - | - | - | - |

## Culture locale et patrimoine

### Lieux et monuments
- l'église de Saussy

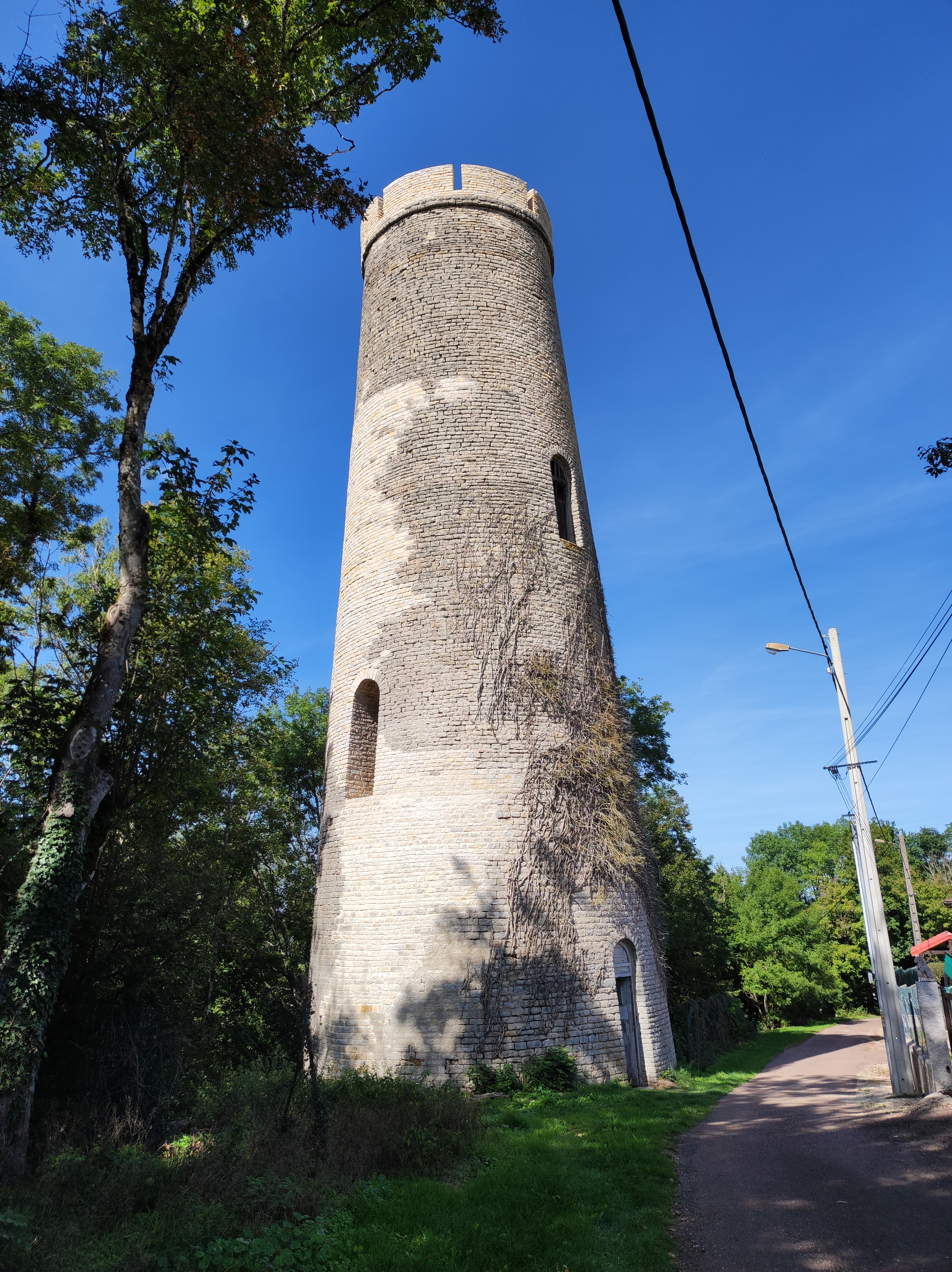
Tour de Saussy

- la Tour de Saussy, seul château d’eau de France dont la pompe était actionnée par une éolienne
- Manège équestre de l'ancien château de Saussy

### Personnalités liées à la commune

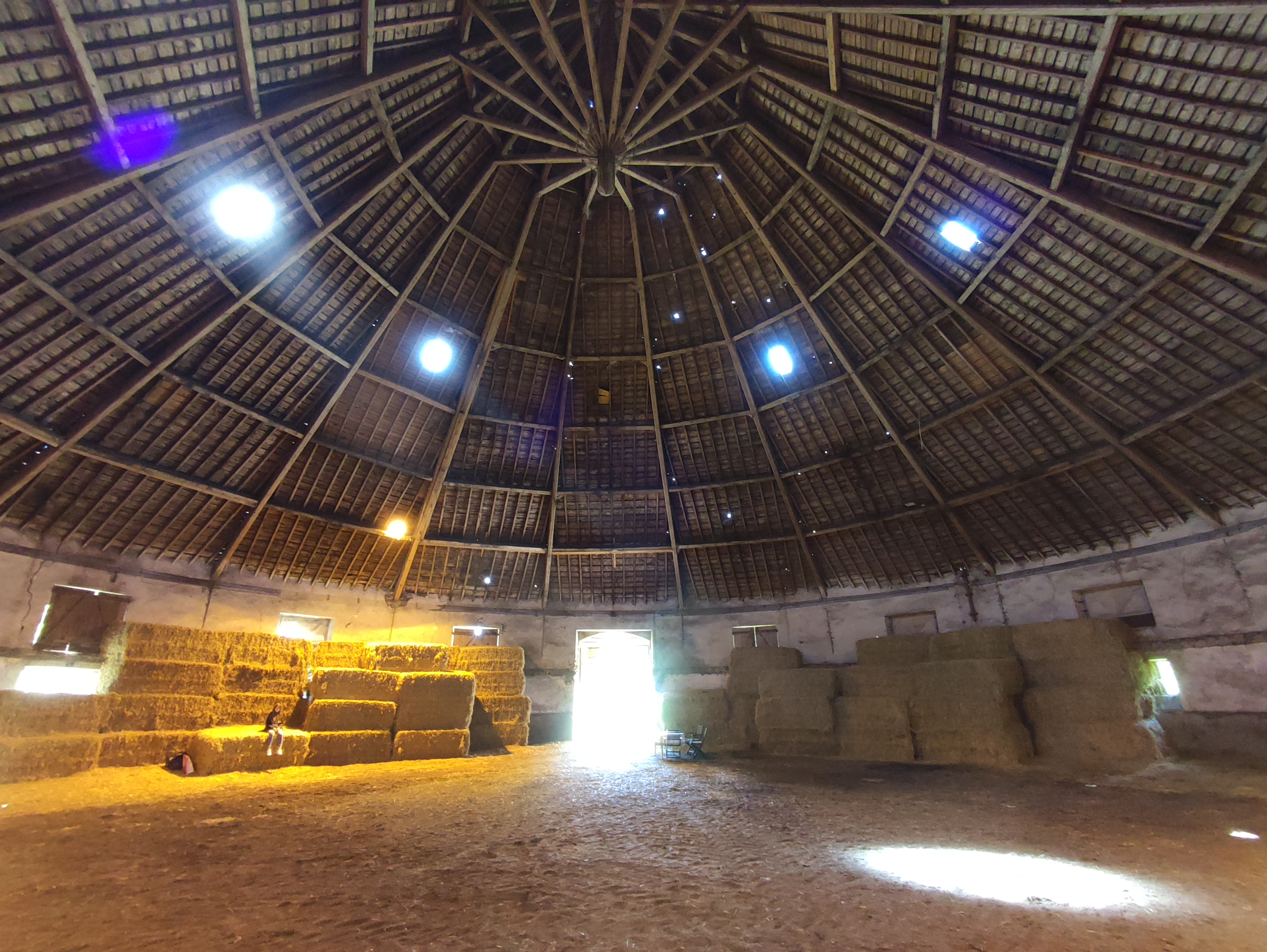
Saussy - manège 14

D'après Lewis Thorpe, l'un des traducteurs les plus reconnus de l'Historia Regum Britanniae de Geoffroy de Monmouth, c'est à Saussy que le roi Arthur aurait livré bataille à l'armée romaine menée par Lucius Hiberius (VIe siècle).